# Radek Procházka (paralympionik)
Radek Procházka (9. červen 1985 Praha) je český boccista a medailista z letních paralympijských her.
Bronzovou medaili získal v roce 2008 na hrách v Pekingu a stříbrnou na hrách 2012 v Londýně. 27. října 2012 obdržel Cenu primátora města Kladna.